# Franklin and Friends
Franklin and Friends è una serie animata canadese–singaporiana realizzata in computer grafica da Nelvana e Infinite Frameworks ed è stata creata per festeggiare il 25º anniversario della nascita del personaggio. Gli episodi si basano sulle storie contenute nei libri di Franklin the Turtle. La serie è stata trasmessa sul canale Treehouse TV dal 4 marzo 2011 al 22 dicembre 2013 ed è composta da due stagioni per un totale di 52 episodi da 23 minuti.
In Italia la prima stagione è andata in onda su Italia 1 dal 2 aprile 2012 interrompendosi all'episodio 25, tuttavia, dopo pochi giorni, sono iniziate dal 13 giugno le repliche su Cartoonito che ha trasmesso l'episodio 26 in prima visione. La seconda stagione è andata in onda sul canale pay di Boomerang dal 6 maggio al 10 giugno 2013 ed in chiaro su Cartoonito dal 13 giugno all'8 luglio 2015.

## Personaggi
- Franklin: è una tartaruga, ed è il protagonista della serie. Gli piace scoprire e imparare nuove cose. Doppiato da Graeme Jokic (originale) e Patrizia Mottola (italiano)
- Orso: è il migliore amico di Franklin. Doppiato da Mark Ramsay/Paul Giurgeu (originale) e Massimo Di Benedetto (italiano)
- Castoro: doppiata da Emily Nighman (originale) e Loretta Di Pisa (italiano)
- Oca: doppiata da Mackenzie Fahle (originale) e Benedetta Ponticelli (italiano)
- Volpe: doppiato da Jake Roseman (originale) e Andrea Oldani (italiano)
- Coniglio: doppiato da Christian Martyn (originale) e Cinzia Massironi (italiano)
- Chiocciola: doppiata da Liam Tully (originale) ed Emanuela Pacotto (italiano)
- Moffetta: doppiata da Chantal Strand (originale) e Federica Valenti (italiano)
- Mamma: doppiata da Elizabeth Saunders (originale) e Anna Radici (italiano)
- Papà: doppiato da Richard Newman (originale) e Massimiliano Lotti (italiano)
- Harriet: è la sorella minore di Franklin. Doppiata da Camden Angelis (originale) e Valentina Pallavicino (italiano)
- Zia: doppiata da Marcella Silvestri (italiano)
- Signor Volpe: è il padre di Volpe, molto bravo a costruire gadget e giocattoli per Franklin e i suoi amici. Doppiato da Paul Haddad (originale) e Claudio Moneta (italiano)
- Signor Gufo: è l'insegnante di Franklin. Doppiato da John Stocker (originale) e Adolfo Fenoglio (italiano)
- Signor Marmotta: è un collezionista di insetti. Doppiato da Chris Wiggins (originale) e Giorgio Melazzi (italiano)
- Signor Talpa: è il proprietario del negozio di ferramenta. Doppiato da Riccardo Peroni (italiano)

## Episodi
Ogni episodio è composto da 2 mini episodi da 11 minuti.
Nella trasmissione su Italia 1 avvenuta nel 2012, gli episodi della prima stagione vennero divisi in due parti per poi trasmettere un episodio da 11 minuti dal lunedì al venerdì. Nelle repliche dello stesso anno su Cartoonito è stata ripristinata la durata di 22 minuti di ogni episodio.

### Prima stagione
| N° | Titolo italiano                                        | Titolo originale                                 | Prima TV Canada   | Prima TV Italia |
| -- | ------------------------------------------------------ | ------------------------------------------------ | ----------------- | --------------- |
| 1  | Un baby-sitter per il geco                             | Franklin and the Gecko Games                     | 4 marzo 2011      | 2 aprile 2012   |
| 1  | Spia in missione                                       | Franklin's All Ears                              | 4 marzo 2011      | 3 aprile 2012   |
| 2  | Franklin e la principessa della neve                   | Franklin and the Snow Princess                   | 5 marzo 2011      | 4 aprile 2012   |
| 2  | Franklin e il festival delle lucciole                  | Franklin and the Firefly Festival                | 5 marzo 2011      | 5 aprile 2012   |
| 3  | Un lavoro speciale per Franklin                        | Franklin's Special Job                           | 11 marzo 2011     | 6 aprile 2012   |
| 3  | Le regole vanno rispettate                             | Franklin Needs a Reminder                        | 11 marzo 2011     | 9 aprile 2012   |
| 4  | Franklin aiuta la zia                                  | Franklin Helps Out                               | 18 marzo 2011     | 10 aprile 2012  |
| 4  | Un partner per Franklin                                | Franklin's Partner                               | 18 marzo 2011     | 11 aprile 2012  |
| 5  | Nuovi giochi                                           | Franklin and the Pinecone Pass                   | 25 marzo 2011     | 12 aprile 2012  |
| 5  | Franklin e l'orologio inquietante                      | Franklin and the Creepy Clock                    | 25 marzo 2011     | 13 aprile 2012  |
| 6  | Franklin e il mistero dell'orco delle bacche           | Franklin and the Mystery of the Berry Bogie      | 1º aprile 2011    | 16 aprile 2012  |
| 6  | Il temporale                                           | Franklin Sees a Storm                            | 1º aprile 2011    | 17 aprile 2012  |
| 7  | Franklin e il mistero della begonia blu                | Franklin and the Mystery of the Blue Begonia     | 8 aprile 2011     | 18 aprile 2012  |
| 7  | Franklin progettista                                   | Franklin, the Planner                            | 8 aprile 2011     | 19 aprile 2012  |
| 8  | Franklin impara a saltare                              | Franklin's Ups and Downs                         | 15 aprile 2011    | 20 aprile 2012  |
| 8  | La supplente                                           | Franklin's New Teacher                           | 15 aprile 2011    | 23 aprile 2012  |
| 9  | Franklin e la sorpresa per chiocciola                  | Franklin and Snail Mail                          | 22 aprile 2011    | 24 aprile 2012  |
| 9  | Franklin e l'alce-ratopo                               | Franklin the Mooseeratops                        | 22 aprile 2011    | 25 aprile 2012  |
| 10 | Franklin trova il tesoro                               | Franklin Finds the Treasure                      | 29 aprile 2011    | 26 aprile 2012  |
| 10 | Franklin e il compagno di squadra                      | Franklin and the Tunnel Team-Ups                 | 29 aprile 2011    | 30 aprile 2012  |
| 11 | Franklin e il drago di neve                            | Franklin and the Snow Dragon                     | 6 maggio 2011     | 1º maggio 2012  |
| 11 | Franklin e il progetto a squadre                       | Franklin Gets Bugged                             | 6 maggio 2011     | 2 maggio 2012   |
| 12 | Franklin e le stelle                                   | Franklin in the Stars                            | 13 maggio 2011    | 3 maggio 2012   |
| 12 | Franklin e Sam                                         | Franklin and Sam                                 | 13 maggio 2011    | 4 maggio 2012   |
| 13 | Il carrellino di Franklin                              | Franklin and the Bumpy Buggy                     | 17 giugno 2011    | 7 maggio 2012   |
| 13 | La festa del papà                                      | It's Father's Day, Franklin!                     | 17 giugno 2011    | 8 maggio 2012   |
| 14 | Le meraviglie della natura                             | Franklin and the Wonder                          | 16 settembre 2011 | 9 maggio 2012   |
| 14 | Franklin bollicina                                     | Franklin, the Little Bubble                      | 16 settembre 2011 | 10 maggio 2012  |
| 15 | Un forte per Harriet e Beatrice                        | Franklin, Take Harriet with You                  | 23 settembre 2011 | 11 maggio 2012  |
| 15 | Il cappello nuovo di Franklin                          | Franklin's New Hat                               | 23 settembre 2011 | 14 maggio 2012  |
| 16 | Franklin e lo Spettacolo di Ombre                      | Franklin and the Shadow Show                     | 30 settembre 2011 | 15 maggio 2012  |
| 16 | Franklin e il campeggio                                | Franklin's Fishing Trip                          | 30 settembre 2011 | 16 maggio 2012  |
| 17 | Franklin e l'aquilone                                  | Franklin Flies His Kite                          | 7 ottobre 2011    | 17 maggio 2012  |
| 17 | Franklin istruttore di volo                            | Franklin's Flying Lessons                        | 7 ottobre 2011    | 18 maggio 2012  |
| 18 | Il buggy di Franklin e Harriet                         | Franklin and Harriet's Buggy                     | 14 ottobre 2011   | 21 maggio 2012  |
| 18 | Franklin cambia le regole                              | Franklin Changes the Rules                       | 14 ottobre 2011   | 22 maggio 2012  |
| 19 | Il piccolo grande caso dei rintraccia tracce           | The Super Cluepers Big Small Case                | 21 ottobre 2011   | 23 maggio 2012  |
| 19 | Franklin e il mistero ingarbugliato                    | Franklin and the Mystery Muddle                  | 21 ottobre 2011   | 24 maggio 2012  |
| 20 | Franklin e Halloween                                   | It's Halloween Franklin!                         | 28 ottobre 2011   | 25 maggio 2012  |
| 20 | Franklin avventuriero                                  | Franklin the Adventurer                          | 28 ottobre 2011   | 28 maggio 2012  |
| 21 | Franklin e il super mega-week-end                      | Franklin and the Super Sleepover                 | 4 novembre 2011   | 29 maggio 2012  |
| 21 | Franklin e la squadra sottomarina                      | Franklin and the Snoring Situation               | 4 novembre 2011   | 30 maggio 2012  |
| 22 | Franklin l'ingegnere                                   | Engineer Franklin                                | 11 novembre 2011  | 1º giugno 2012  |
| 22 | Franklin e lo spettacolo di magia                      | Franklin Needs to Notice                         | 11 novembre 2011  | 4 giugno 2012   |
| 23 | L'astronave di Franklin                                | Franklin's Spaceship                             | 18 novembre 2011  | 5 giugno 2012   |
| 23 | Franklin e il mistero della farfalla monarca           | Franklin and the Missing Monarch Mystery         | 18 novembre 2011  | 6 giugno 2012   |
| 24 | Franklin a caccia di dinosauri                         | Franklin the Dinosaur Hunter                     | 25 novembre 2011  | 7 giugno 2012   |
| 24 | Il dipinto di Franklin                                 | Franklin Paints a Picture                        | 25 novembre 2011  | 8 giugno 2012   |
| 25 | Franklin e lo spirito natalizio                        | Franklin's Christmas Spirit                      | 20 dicembre 2011  |                 |
| 25 | In campeggio con papà                                  | Franklin's Campout                               | 20 dicembre 2011  |                 |
| 26 | Franklin e l'incredibile, sbalorditivo numero da circo | Franklin and the Amazing Stupendous Circus Trick | 13 gennaio 2012   |                 |
| 26 | La giornata della Terra di Franklin                    | Franklin's Earth Day                             | 13 gennaio 2012   |                 |

### Seconda stagione
| N° | Titolo italiano                                 | Titolo originale                            | Prima TV Canada   | Prima TV Italia |
| -- | ----------------------------------------------- | ------------------------------------------- | ----------------- | --------------- |
| 27 |                                                 | Franklin and the First Snowfall Festival    | 28 settembre 2013 | 6 maggio 2013   |
| 27 | Franklin and the Bumpy Fire Buggy               |                                             | 28 settembre 2013 | 6 maggio 2013   |
| 28 |                                                 | Franklin and the Adventure on Planet Zorb   | 29 settembre 2013 | 7 maggio 2013   |
| 28 | Franklin and the Two Unicycles                  |                                             | 29 settembre 2013 | 7 maggio 2013   |
| 29 |                                                 | Franklin's Firefighter Flapjacks            | 5 ottobre 2013    | 8 maggio 2013   |
| 29 | Franklin and the Missing Mega Machine           |                                             | 5 ottobre 2013    | 8 maggio 2013   |
| 30 |                                                 | Franklin's School                           | 6 ottobre 2013    | 9 maggio 2013   |
| 30 | Franklin Plays Hoppity Bop                      |                                             | 6 ottobre 2013    | 9 maggio 2013   |
| 31 |                                                 | Franklin and the Lost Lost Tooth            | 12 ottobre 2013   | 10 maggio 2013  |
| 31 | Franklin and the Karate Klub                    |                                             | 12 ottobre 2013   | 10 maggio 2013  |
| 32 |                                                 | Franklin and the Woodland Fuzzies           | 13 ottobre 2013   | 13 maggio 2013  |
| 32 | Franklin and Beaver's Show and Sing             |                                             | 13 ottobre 2013   | 13 maggio 2013  |
| 33 |                                                 | Franklin and the Nature Nuts Hike           | 19 ottobre 2013   | 14 maggio 2013  |
| 33 | Franklin and the Terrible, Terrible Dragon      |                                             | 19 ottobre 2013   | 14 maggio 2013  |
| 34 |                                                 | Franklin and the Drum Circle                | 20 ottobre 2013   | 15 maggio 2013  |
| 34 | Franklin Takes Flight                           |                                             | 20 ottobre 2013   | 15 maggio 2013  |
| 35 |                                                 | Franklin Gets a Hole-in-One                 | 26 ottobre 2013   | 16 maggio 2013  |
| 35 | Franklin and the Radio                          |                                             | 26 ottobre 2013   | 16 maggio 2013  |
| 36 |                                                 | Franklin's Big Breakfast                    | 27 ottobre 2013   | 17 maggio 2013  |
| 36 | Franklin Switches It Up                         |                                             | 27 ottobre 2013   | 17 maggio 2013  |
| 37 |                                                 | Franklin and the Sculpture Garden           | 2 novembre 2013   | 20 maggio 2013  |
| 37 | Franklin and the Silly Stakes                   |                                             | 2 novembre 2013   | 20 maggio 2013  |
| 38 |                                                 | Franklin the Post Turtle                    | 3 novembre 2013   | 21 maggio 2013  |
| 38 | Franklin's Wild Paper Chase                     |                                             | 3 novembre 2013   | 21 maggio 2013  |
| 39 |                                                 | Super Clueper's Case of the Missing Carrots | 9 novembre 2013   | 22 maggio 2013  |
| 39 | Franklin and the Pickle Problem                 |                                             | 9 novembre 2013   | 22 maggio 2013  |
| 40 | Franklin e le storie di Woodland                | Who's Who in Woodland, Franklin?            | 10 novembre 2013  | 23 maggio 2013  |
| 40 | Franklin l'inventore                            | Franklin the Inventor                       | 10 novembre 2013  | 23 maggio 2013  |
| 41 |                                                 | Franklin and the Acorn Alley Picnic         | 13 novembre 2013  | 24 maggio 2013  |
| 41 | The Super Clueper's Case of the Missing Hat     |                                             | 13 novembre 2013  | 24 maggio 2013  |
| 42 |                                                 | Franklin and the No-Sleep Sleepover         | 17 novembre 2013  | 27 maggio 2013  |
| 42 | Franklin the Farmer                             |                                             | 17 novembre 2013  | 27 maggio 2013  |
| 43 |                                                 | Coach Franklin                              | 23 novembre 2013  | 28 maggio 2013  |
| 43 | Franklin's Day With Dad                         |                                             | 23 novembre 2013  | 28 maggio 2013  |
| 44 |                                                 | Franklin and the Heat Wave                  | 24 novembre 2013  | 29 maggio 2013  |
| 44 | Franklin's Rocket Team                          |                                             | 24 novembre 2013  | 29 maggio 2013  |
| 45 |                                                 | Franklin's Dynaroo Day                      | 30 novembre 2013  | 30 maggio 2013  |
| 45 | Franklin and Harriet In Space                   |                                             | 30 novembre 2013  | 30 maggio 2013  |
| 46 |                                                 | Franklin's Big Box                          | 1º dicembre 2013  | 31 maggio 2013  |
| 46 | Franklin Lends a Hand                           |                                             | 1º dicembre 2013  | 31 maggio 2013  |
| 47 |                                                 | Franklin Follows the Leader                 | 7 dicembre 2013   | 3 giugno 2013   |
| 47 | Franklin's Wilderness Trip                      |                                             | 7 dicembre 2013   | 3 giugno 2013   |
| 48 |                                                 | Franklin, Back in the Saddle                | 8 dicembre 2013   | 4 giugno 2013   |
| 48 | Franklin's Backwards Day                        |                                             | 8 dicembre 2013   | 4 giugno 2013   |
| 49 |                                                 | Franklin Makes Some Noise                   | 14 dicembre 2013  | 5 giugno 2013   |
| 49 | Super Cluepers' Case of the Missing School Bell |                                             | 14 dicembre 2013  | 5 giugno 2013   |
| 50 |                                                 | Super Clueper's Case of the New Friend      | 15 dicembre 2013  | 6 giugno 2013   |
| 50 | Franklin's Woodland Night                       |                                             | 15 dicembre 2013  | 6 giugno 2013   |
| 51 |                                                 | The Super Cluepers and the Mysterious Mark  | 21 dicembre 2013  | 7 giugno 2013   |
| 51 | Franklin vs The Ninjaroos                       |                                             | 21 dicembre 2013  | 7 giugno 2013   |
| 52 |                                                 | Franklin and the Four Seasons               | 22 dicembre 2013  | 10 giugno 2013  |

### Speciali
| N° | Titolo italiano | Titolo originale                                  | Prima TV Canada | Prima TV Italia |
| -- | --------------- | ------------------------------------------------- | --------------- | --------------- |
| 1  |                 | A Franklin and Friends Adventure: Polar Explorer  | 14 giugno 2014  |                 |
| 2  |                 | A Franklin and Friends Adventure: Deep Sea Voyage | 14 giugno 2014  |                 |

## Produzione
Il 27 settembre 2010, Nelvana ha annunciato che era iniziata la produzione di una nuova serie animata realizzata in computer grafica intitolata Franklin and Friends.